# Stanisław Lejkowski
Stanisław Lejkowski  (ur. 1929 w Chełmnie nad Wisłą) - artysta plastyk, architekt wnętrz, projektant mebli.

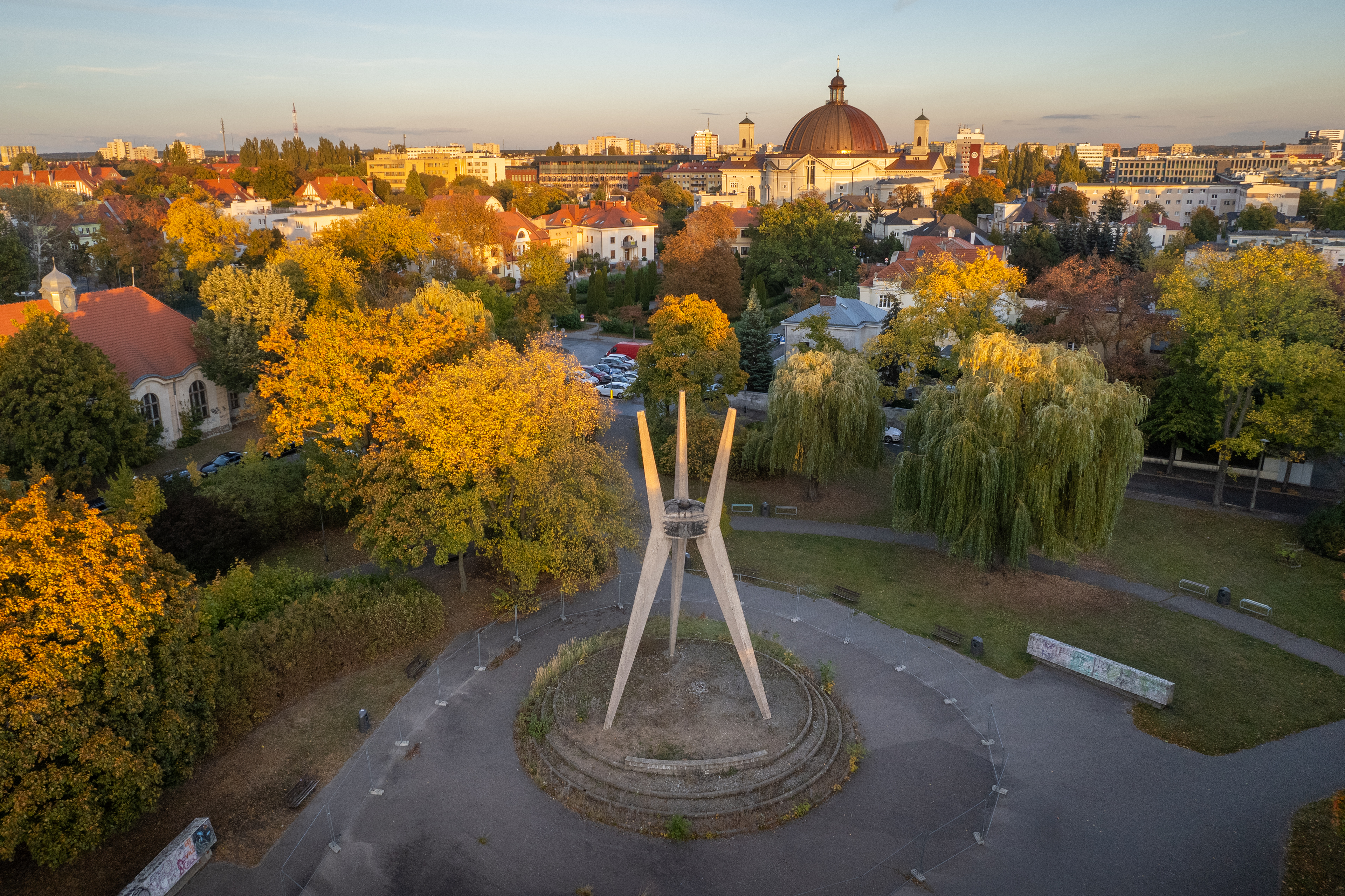
Pomnik Tysiąclecia Państwa Polskiego w Bydgoszczy

## Życiorys

### Młodość
Lejkowski nie pochodzi z artystycznej rodziny jednak jego matka oraz jej brat wykazywali zdolności plastyczne. Jego ojciec służył w 66. Kaszubskim Pułku Piechoty, który w latach 1923-1939 stacjonował w Chełmnie.
Stanisław Lejkowski w Chełmnie ukończył Szkołę Podstawową Nr 1. W latach 1945–1947 uczęszczał do chełmińskiego Gimnazjum Ogólnokształcącego. W kwietniu 1945 roku wraz z grupą rówieśników stworzył 2. Drużynę Harcerzy im. Zawiszy Czarnego oraz organizował miejscowy klub sportowy. Po ukończeniu gimnazjum rozpoczął naukę w Państwowym Liceum Technik Plastycznych w Bydgoszczy pod okiem m.in. grafika Stanisława Brzęczkowskiego. Szkołę ukończył z tytułem technika poligrafii.
Po zdaniu matury w 1950 roku podjął studia na Wydziale Sztuk Pięknych Uniwersytetu Mikołaja Kopernika w Toruniu. Uczył się grafiki u prof. Jerzego Hoppena i prof. Edwarda Kuczyńskiego, zabytkoznawstwa i konserwacji architektury i rzeźby u prof. Jerzego Remera, architektury wnętrz u prof. Stefana Narębskiego, kompozycji brył i płaszczyzn u prof. Józefa Kozłowskiego, witrażownictwa u Edwarda Kwiatkowskiego oraz rysunku i anatomii u prof. Dargiewicza.

### Życie w Bydgoszczy
Po zakończeniu studiów w roku 1955 związał się z Bydgoszczą. Wtedy także rozpoczęła się jego dziesięcioletnia współpraca z Wacławem Leśniewskim w zakresie projektowania mebli oraz praca dla Bydgoskich Fabryk Mebli. Dwa lata później został członkiem zwyczajnym Związku Polskich Artystów Plastyków (później został przewodniczącym Sekcji Architektury Wnętrz oraz członkiem Zarządu Głównego ZPAP). W roku 1964 został zatrudniony na stanowisku kierownika Branżowego Ośrodka Wzornictwa Przemysłowego Zjednoczenia Przemysłu Ceramiki Budowlanej w Warszawie z siedzibą w Zakładach Ceramiki Budowlanej w Fordonie (obecnie dzielnica Bydgoszczy). Ośrodek ten swoim zasięgiem obejmował wszystkie zakłady Ceramiki Budowlanej w Polsce.
W 1974 roku został wybrany na prezesa bydgoskiego okręgu ZPAP. W latach 1982–1990 pełnił funkcję plastyka miejskiego w Urzędzie Miasta Bydgoszczy. Co najmniej od 1995 roku należał do bydgoskiego okręgu ZPAP Polska Sztuka Użytkowa, a w roku 2007 pojawiła się wzmianka o pełnieniu przez Lejkowskiego funkcji jego wiceprezesa.

### Nagrody
W swojej długoletniej pracy artystycznej Stanisław Lejkowski otrzymał szereg nagród i wyróżnień. Spośród nich wymienić można m.in.:
- złotą odznakę I stopnia Prezydium Miejskiej Rady Narodowej w Bydgoszczy,
- odznakę honorową PMRN za całokształt działalności dla miasta Bydgoszczy,
- odznakę Ministra Kultury i Sztuki „Zasłużony Działacz Kultury”,
- tytuł „Zasłużony dla Miasta Chełmna”
- czy Złoty Krzyż Zasługi.

W 2024 został kolejną osoba uhonorowaną podpisem w Bydgoskiej Alei Autografów.

## Twórczość
Twórczość Stanisława Lejkowskiego jest bardzo różnorodna. Znajdziemy w niej zarówno rysunek i grafikę, projekty z zakresu wzornictwa przemysłowego, rzeźby, medale, instalacje artystyczne oraz przede wszystkim realizacje z dziedziny wystawiennictwa i architektury wnętrz. Jego prace były prezentowane na wielu wystawach w Polsce i za granicą, m.in. w Lipsku, Schwerinie, Magdeburgu, Pradze czy Sofii. 

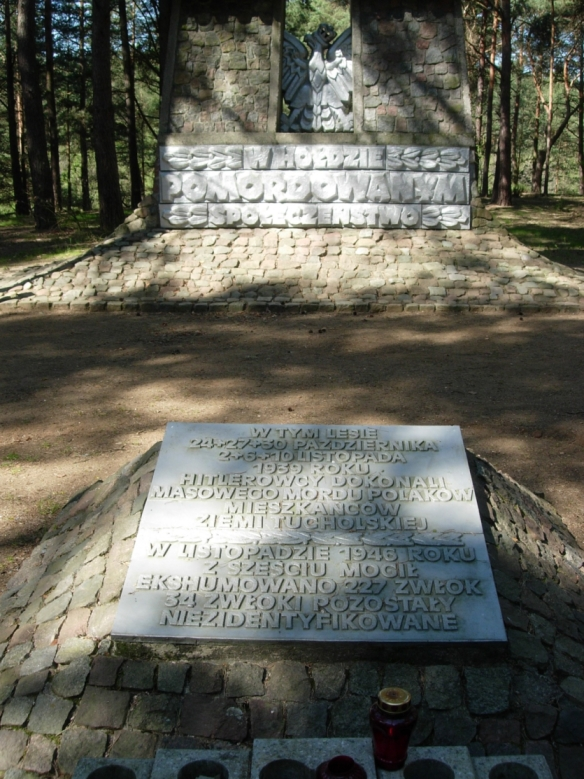
Pomnik w hołdzie pomordowanym Polakom w Rudzkim Moście

Projektant lub współprojektant pomników: Pomnik Tysiąclecia Państwa Polskiego w Bydgoszczy oraz w Rudzkim Moście pod Tucholą.
Jest autorem licznych realizacji z zakresu architektury wnętrz obiektów użyteczności publicznej:  
- teatry (np. wnętrza Teatru Kameralnego zaprojektowane wraz w Wacławem Leśniewskim[9], wnętrza Teatru Miejskiego w Inowrocławiu[6])
- restauracje (Zawisza i Słowianka w Bydgoszczy),
- kina (Orzeł w Bydgoszczy, Kinoteatr „Rondo” w Chełmnie)[6]
- kawiarnie (Cristal), kluby (Savoy, Zodiak), Hotel Ratuszowy w Bydgoszczy[6]
- domy kultury,
- wnętrza biurowe (Urzędu Wojewódzkiego, wtedy biurowca Wojewódzkiej Rady Narodowej oraz Urzędu Stanu Cywilnego) oraz stoiska wystawiennicze (dla przedsiębiorstw uczestniczących na targach w Poznaniu, Warszawie, Łodzi, Katowicach i Bydgoszczy).[3][6][10]
- salony firmowe np. „Moda Polska”, „Foton” czy „Autocentrum”.
- Projektował też meble dla Bydgoskich Fabryk Mebli (m.in. zaprojektował 15 kompletów mebli oraz 30 wzorów mebli indywidualnych)
- Stworzył oprawę plastyczną na potrzeby udziału Tucholi w programie telewizyjnym „Bank Miast” czy dla targów „Kontaktronika” w latach 1970–1979.

Dwukrotnie brał udział w międzynarodowym konkursie projektowania mebli w Cantu we Włoszech.
W 2007 roku zaproponował  zmiany w formie grobu przy Pomniku Nieznanego Powstańca Wielkopolskiego. Jego koncepcja została później zrealizowana.
Twórca realizacji przestrzennych z nagrodą publiczności w Galerii Miejskiej bwa w Bydgoszczy: Klonowanie I i II (1998), Piramida. Korzenie narodowej tożsamości (2000), Apokalipsa inaczej (2002).
W marcu 2007 r. w Galerii Miejskiej bwa w Bydgoszczy miała miejsce wystawa retrospektywna poświęcona jego twórczości pod tytułem „Wszystko ma swój czas”, a w 2015 roku odbyła się wystawa „Stanisław Lejkowski. Znak czasu. 60 lat optymizmu” z okazji 60 lat twórczości artystycznej. W 2019 r. można było jego prace oglądać podczas wystawy indywidualnej „Powrót do źródeł” w holu Biblioteki Uniwersytetu Kazimierza Wielkiego w Bydgoszczy oraz podczas wystawy „Punkt podparcia. Rzecz o meblach bydgoskich” w Galerii Miejskiej bwa w Bydgoszczy.